# 佩雅托桥
佩雅托桥（Ponte Pietra，意为“石桥”），是意大利维罗纳的一座罗马拱桥，跨阿迪杰河。该桥建于公元前100年，从热那亚到阿奎莱亚的Via Postumia古道经过此桥。它是维罗纳最古老的一座桥梁。
该桥连接右岸的城市和东岸的罗马剧场。最靠近阿迪杰河右岸的桥拱于1298年由Alberto I della Scala重建。在二战期间，撤退的德国军队破坏了该桥五个桥拱中的四个。1957年使用原来的材料重建。